# Stretton, South Staffordshire
Stretton är en by i civil parish Lapley, Stretton and Wheaton Aston, i distriktet South Staffordshire, i grevskapet Staffordshire i England. Byn är belägen 12 km från Stafford. Stretton var en civil parish 1866–1986 när blev den en del av Lapley and Stretton och Penkridge. Civil parish hade 176 invånare år 1961. Byn nämndes i Domedagsboken (Domesday Book) år 1086, och kallades då Estretone.